# Novská úžina
Novská úžina (chorvatsky Novsko ždrilo) je mořská úžina v severní Dalmácii v Chorvatsku, která spojuje zátoku Novigradské moře s Velebitským kanálem (Jaderské moře). Je dlouhá 4 km, široká okolo 200 m a její maximální hloubka činí 60 m. 
Přes úžinu jsou postaveny dva mosty – silniční Maslenický most a dálniční Maslenický most. Během války v Jugoslávii se jednalo o strategické místo pro chorvatské i jugoslávské/srbské jednotky. Důsledkem bojů bylo zničení starého silničního mostu, který byl obnoven až v roce 2005.